# Drassodes andorranus
Espèce
Drassodes andorranus est une espèce d'araignées aranéomorphes de la famille des Gnaphosidae.

## Distribution
Cette espèce est endémique d'Andorre.

## Description
Les femelles mesurent de 9 à 10 mm.

## Étymologie
Son nom d'espèce lui a été donné en référence au lieu de sa découverte, Andorre.

## Publication originale
- Denis, 1938 : A contribution to the knowledge of the spider fauna of the Andorra Valleys. Proceedings of the Zoological Society of London, sér. B, vol. 107, p. 565-595.